# 里歐·努奇

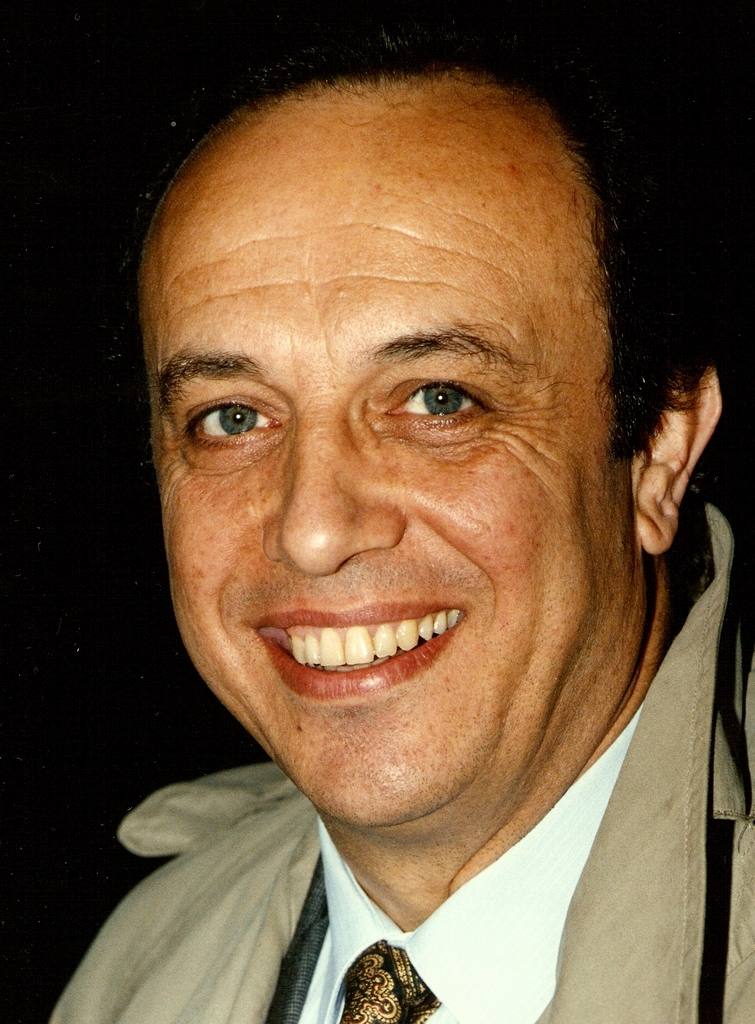
里歐·努奇

里歐·努奇（Leo Nucci，1942年4月16日—），義大利著名男中音歌劇唱家，被譽為在世的唱家中，威爾第和寫實主義歌劇中最權威的男中音演繹者。

## 生平
努奇於1942年出生於博洛尼亞市郊的佩波利堡，自幼接受聲樂訓練，1957年起師從朱塞佩·马凯西（Giuseppe Marchesi），直至1959年改從馬里奧·比嘉茲（Mario Bigazzi）為師至1968年。但在1967年，努奇以學生身分在義大利中部斯波莱多舉行的歌唱大賽中奪冠。他並於同年在斯波莱多首次登台，出演羅西尼《塞維利亞的理髮師》中的費加羅一角，打開了其傳奇且又悠長的歌唱生涯。
最初努奇加入了米蘭斯卡拉大劇院合唱團，後師從聲樂大師屋大維亞諾·比贊尼（Ottoviano Bizzani）補習聲樂，並於1973年再次獲獎，開展了主唱的生涯，獲得了首次住演威爾第《弄臣》的機會，並在開始在意大利各省開始巡演。但直至1977年，才以主唱男中音的身分首次於米蘭斯卡拉大劇院登台，獲得空前的成功。努奇也因此與斯卡拉劇院結下不解之緣，直至今天，他在斯卡拉出演超過150個製作。1978年，首次在倫敦皇家歌劇院登台；1979年首演於維也納國立歌劇院；1980年在紐約大都會歌劇院首次亮相；1981年在巴黎歌劇院首度獻唱。

## 近況
時至今日，努奇依然活躍於歐洲各大歌劇院，最近比較受關注的演出包括2005年，在維也納國立歌劇院和新進「夢幻情侶」安娜·奈瑞贝科和羅蘭度·維拉臣主演唐尼采第《愛情靈藥》，還有2007年1月15日在斯卡拉大劇院紀念他在當地首演30周年紀念演出。